# Jouillat
 Jouillat  es una localidad y comuna de Francia, en la región de Lemosín, departamento de Creuse, en el distrito de Guéret y cantón de Guéret Norte.
Su población en el censo de 1999 era de 402 habitantes.
No está integrada en ninguna Communauté de communes.

## Demografía
| 424 | 463 | 400 | 395 | 361 | 402 |
| Para los censos de 1962 a 1999 la población legal corresponde a la población sin duplicidades (Fuente: INSEE [Consultar]) |     |     |     |     |     |